# Starka
Starka – tradycyjna, wytrawna wódka żytnia, produkowana głównie w Polsce, Rosji, na Białorusi i Litwie.

## Produkcja
Współcześnie wytwarzana jest ze spirytusu nierektyfikowanego otrzymanego po fermentacji żyta, dojrzewającego w wiekowych dębowych beczkach z niewielkimi dodatkami liści lipowych lub jabłoniowych. Proces produkcji podobny jest do tego stosowanego w przypadku whisky,  upodobniając ją do irlandzkiej żytniówki (rye),  koniaków czy burbonów, z różnicą wynikającą z  rodzaju użytego surowca - żyta. Sprzedawana w dużej różnorodności, gdzie największą różnicą jest długość okresu leżakowania, który wynosi od trzech do kilkudziesięciu lat.
Współcześnie jedynym producentem starki w Polsce jest Szczecińska Fabryka Wódek „Starka”, w upadłości z dnia 13 marca 2023 r.  Najstarsza starka z jej oferty została zamknięta w beczce w 1947 roku (78 lat temu), a najmłodsze mają kilka lat. Im wódka jest starsza, tym jej barwa intensywniejsza.

## Historia
Starka znana była w Polsce, Białorusi i na Litwie co najmniej od XV wieku.  Przepis na starkę, według  Michała Kryspina Pawlikowskiego, jest prosty: bierze się nową beczkę dębową, napełnia spirytusem nieoczyszczonym i pozostawia w spokoju na okres mniej więcej jednego pokolenia, czas płynie i w beczce dzieją się dziwne rzeczy. Tradycyjnie po narodzinach pierworodnego syna - żytni spirytus nieoczyszczony - zamykano w dębowej beczce, (w której bukiet kształtował się w wyniku długoletniego procesu chemicznego) i otwierano ją na jego wesele.
W literaturze określana  geniuszem miejsca i czasu.
Produkcję starki w Szczecinie rozpoczęto w 1947, a pierwsze półlitrowe pięciolatki zaczęto sprzedawać w 1952.
Konkurentem Starki na początku XXI wieku była wódka Kasztelańska z Polmosu Józefów (18- i 30-letnia),  wcześniej Starka Krakowska, Starka Koneser, czy też też żytnie starzone wódki: Starkus, CARPATIA VINTAGE.
Po sprzedaży upadłego Polmosu Szczecin produkcję starki przejęła Szczecińska Wytwórnia Wódek „Starka”, z prawami ochronnymi znaków towarowych "Starka".